# Gubkinskij
Gubkinskij (in russo Губкинский?) è una città della Russia siberiana nord-occidentale (Circondario Autonomo Jamalo-Nenec), sul fiume Pjakupur; è amministrativamente compresa nel rajon Purovskij.
Fondata ufficialmente il 22 aprile 1986 in seguito allo sviluppo dell'industria dell'estrazione del petrolio e del gas naturale; ha ottenuto lo status di città nel dicembre del 1996.
La città è stata battezzata in onore del geologo sovietico Ivan Michajlovič Gubkin.

## Società

### Evoluzione demografica
Fonte: mojgorod.ru
- 1989: 9.700
- 2002: 20.407
- 2007: 22.300
- 2023: 33.800